# Tommy Cook (Schauspieler)

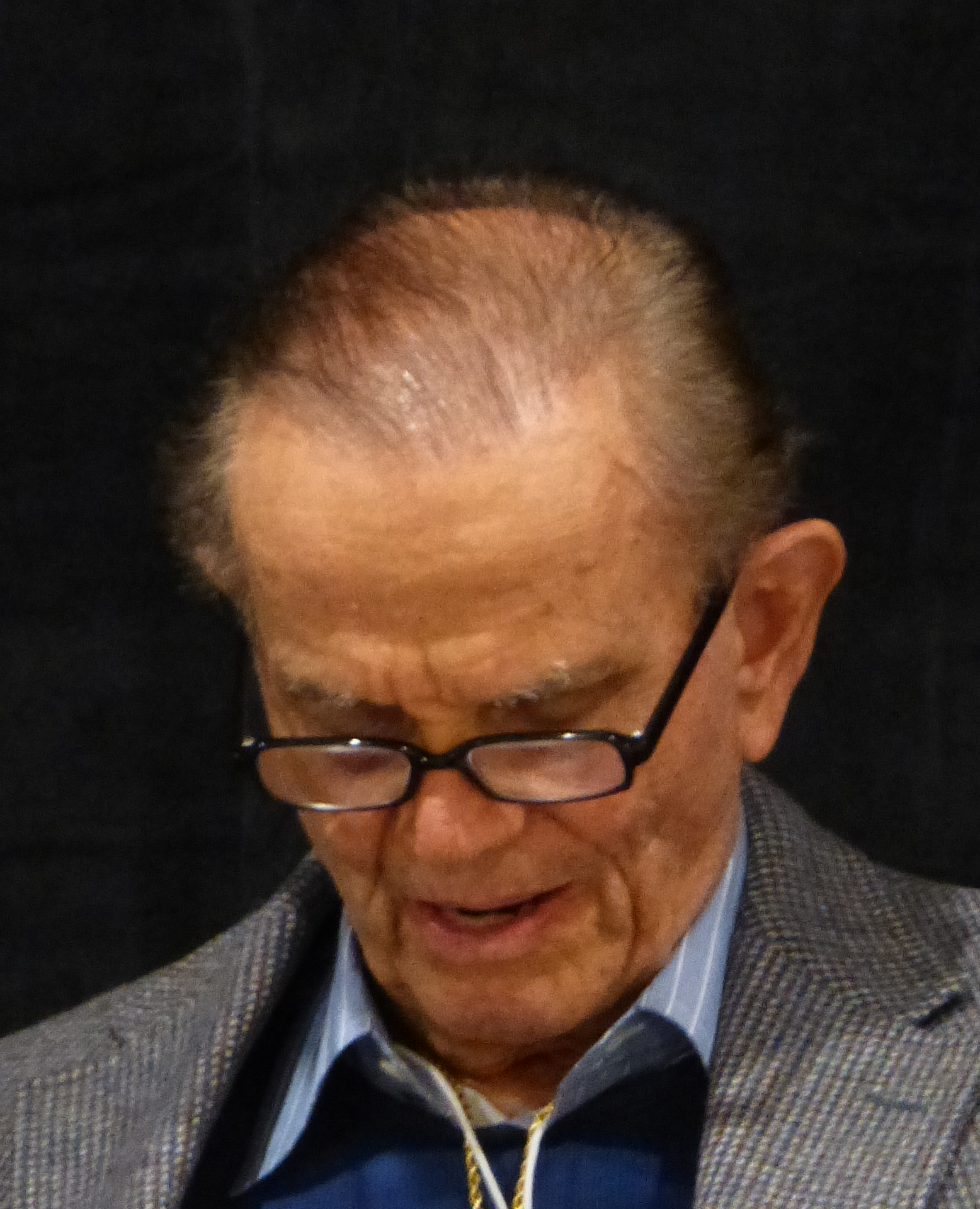
Tommy Cook (2015)

Tommy Cook (* 5. Juli 1930 in Duluth, Minnesota) ist ein US-amerikanischer Schauspieler, Filmproduzent und Drehbuchautor.

## Leben
Tommy Cook gab sein Debüt als Schauspieler bereits als Kinderdarsteller im 1940 erschienenen Kurzfilm Mutiny in the County. Eine seiner ersten großen Rollen verkörperte er als Tarzans Gegenspieler Kimba im Abenteuerfilm Tarzan und das Leopardenweib aus dem Jahr 1946. Auch in weiteren Filmen verkörperte Cook häufig ausländische, exotisch anmutende Jugendliche. Im 1948 erschienenen Film noir Schrei der Großstadt spielte Cook die Rolle des Tony Rome. 1950 war er als Vince Poldi im Thriller Unter Geheimbefehl zu sehen. Während der 1950er Jahre diente Cook als Corporal bei den United States Marine Corps, blieb jedoch weiterhin im Filmgeschäft tätig.
In den folgenden Jahren und Jahrzehnten war Tommy Cook als Nebendarsteller in einer Vielzahl bekannter Filme zu sehen. Hierzu gehören Rollen in Filmen wie Der Held von Mindanao, wo Cook den Widerstandskämpfer Miguel verkörperte. Er betätigte sich als Synchronsprecher für Zeichentrickserien. In den 1960er- und 1970er-Jahren wurden seine Filmrollen selten, doch hatte er Gastrollen in Serien wie Perry Mason, Westlich von Santa Fé, Die Straßen von San Francisco und CHiPs. 1983 beendete er seine Schauspiellaufbahn nach 43 Jahren mit einem Gastauftritt in der Serie Hart aber herzlich, tritt aber seit 2017 wieder als Schauspieler in Erscheinung. Damit erstreckt sich seine Karriere als Hollywood-Schauspieler über nunmehr 80 Jahre.
Neben seiner Schauspielkarriere betätigte sich Cook auch als Drehbuchautor und Produzent. So war er Co-Autor und Co-Produzent des Katastrophenthrillers Achterbahn (1977) und des Liebesdramas Spiel mit der Liebe (1979) mit Ali MacGraw.
Tommy Cook ist verheiratet und Vater zweier Kinder.

## Filmografie (Auswahl)
- 1940: Mutiny in the County (Kurzfilm)
- 1940: Adventures of Red Ryder (Filmserial)
- 1941: Dschungel-Gangster (Jungle Girl)
- 1942: The Tuttles of Tahiti
- 1944: Unter Verdacht (The Suspect)
- 1945: 1001 Nacht (A Thousand and One Nights)
- 1945: Strange Holiday
- 1946: Tarzan und das Leopardenweib (Tarzan and the Leopard Woman)
- 1946: Gallant Journey
- 1946: Humoreske (Humoresque)
- 1947: Endspurt (The Homestretch)
- 1948: Schrei der Großstadt (Cry of the City)
- 1949: Gefängnis ohne Gitter (Bad Boy)
- 1949: The Kid from Cleveland
- 1950: Unter Geheimbefehl (Panic in the Streets)
- 1950: Der Held von Mindanao (American Guerrilla in the Philippines)
- 1950: Die Jahre der Lüge (The Vicious Years)
- 1952: Die Schlacht am Apachenpaß (The Battle at Apache Pass)
- 1952: Die Rose von Cimarron (Rose of Cimarron)
- 1953: Stalag 17
- 1955: Urlaub bis zum Wecken (Battle Cry)
- 1955: Canyon Crossroads
- 1956: Mohawk
- 1957: Die Uhr ist abgelaufen (Night Passage)
- 1958: Bestie des Grauens (Missile to the Moon)
- 1964: Schick mir keine Blumen (Send Me No Flowers)
- 1972: Das Ding mit den 2 Köpfen (The Thing with Two Heads)
- 1977: Achterbahn (Rollercoaster) (Ko-Produzent und Ko-Autor)
- 1979: Spiel mit der Liebe (Players) (Ko-Produzent und Ko-Autor)
- 1983: Hart aber herzlich (Hart to Hart) (Fernsehserie, S5E6: Spiel, Satz: Mord!)
- 2017: Enforcer the Movie (Miniserie)
- 2020: Better Things (Fernsehserie, Folge DNA)
- 2020: Space Force (Fernsehserie, Folge Mark and Mallory Go to Washington)